# Tennyson Ferrada
Tennyson Adriel Ferrada Matus (Lanco, 5 de septiembre de 1930 - Santiago, 27 de abril de 1999) fue un actor de cine, teatro y televisión chileno, conocido por Ya no basta con rezar (1973), La madrastra (1981), La última cruz (1987) y Coronación (2000).

## Biografía
Pasó su infancia en Lanco y estudió en la Facultad de Química y Farmacia de la Universidad de Concepción. Al estar en cuarto año de esa carrera, ingresó de lleno a la carrera teatral, participando en el Teatro Universitario. Al llegar a Santiago, ingresó a diversas compañías teatrales.
En el cine, participó en diversas películas: Érase un niño, un guerrillero, un caballo (1967), El ABC del amor (1967), Coronación (2000). Además, participó en diversas telenovelas; sin embargo, nunca dejó el teatro.
Falleció en Santiago el 27 de abril de 1999 a los 68 años debido a un cáncer gástrico.

## Filmografía

### Cine
- Angelito (1965)
- El ABC del amor (1966)
- Tierra quemada (1968)
- Eloy (1969)
- La casa en que vivimos (1970)
- Con el santo y la limosna (1971)
- Los testigos (1971)
- Ya no basta con rezar (1972)
- El benefactor (1973)
- Julio comienza en julio (1979)
- Cuestión de ubicación (1980)
- Los deseos concebidos (1982)
- Cómo aman los chilenos (1984)
- Macías, ensayo general sobre el poder y la gloria (1985)
- La frontera (1991)
- Hasta en las mejores familias (1994)
- Los náufragos (1994)
- El último cierra la puerta (1996)
- No tan lejos de Andrómeda (1999)
- ¿Dónde estará la Guillermina? (1999)

### Telenovelas
| Telenovelas | Telenovelas                    | Telenovelas           | Telenovelas | Telenovelas |
| Año         | Telenovelas                    | Personaje             | Canal       |             |
| ----------- | ------------------------------ | --------------------- | ----------- | ----------- |
| 1975        | J.J. Juez                      | Manuel Bondad         | Canal 13    |             |
| 1977        | Padre Gallo                    | Simón                 | Canal 13    |             |
| 1981        | La madrastra                   | Padre Belisario       | Canal 13    |             |
| 1982        | Alguien por quien vivir        | Max                   | Canal 13    |             |
| 1983        | La noche del cobarde           | Lorenzo Portó Ribeiro | Canal 13    |             |
| 1984        | Los títeres                    | Anselmo               | Canal 13    |             |
| 1984        | Andrea, justicia de mujer      | Germán Rivas          | Canal 13    |             |
| 1985        | La trampa                      | León                  | Canal 13    |             |
| 1985        | El prisionero de la medianoche | José Quezada          | Canal 13    |             |
| 1986        | Secreto de familia             | Tancredo              | Canal 13    |             |
| 1987        | La última cruz                 | Ignacio Zazar         | Canal 13    |             |
| 1988        | Semidiós                       | Padre Miodek          | Canal 13    |             |
| 1989        | La intrusa                     | Carmelo Pérez         | Canal 13    |             |
| 1990        | ¿Te conté?                     | Dionisio García       | Canal 13    |             |
| 1990        | Crónica de un hombre santo     | Padre Alvarado        | Canal 13    |             |
| 1991        | Villa Nápoli                   | Segundo               | Canal 13    |             |
| 1993        | Doble juego                    | "El cojo" Retamales   | Canal 13    |             |
| 1995        | Amor a domicilio               | Sacerdote             | Canal 13    |             |
| 1996        | Adrenalina                     | Saúl Andrade          | Canal 13    |             |
| 1997        | Rossabella                     | Héctor                | Mega        |             |
| 1997        | Santiago City                  | José Aldana           | Mega        |             |
| 1999        | Fuera de control               | Abdón Duarte          | Canal 13    |             |